# Linh Tran

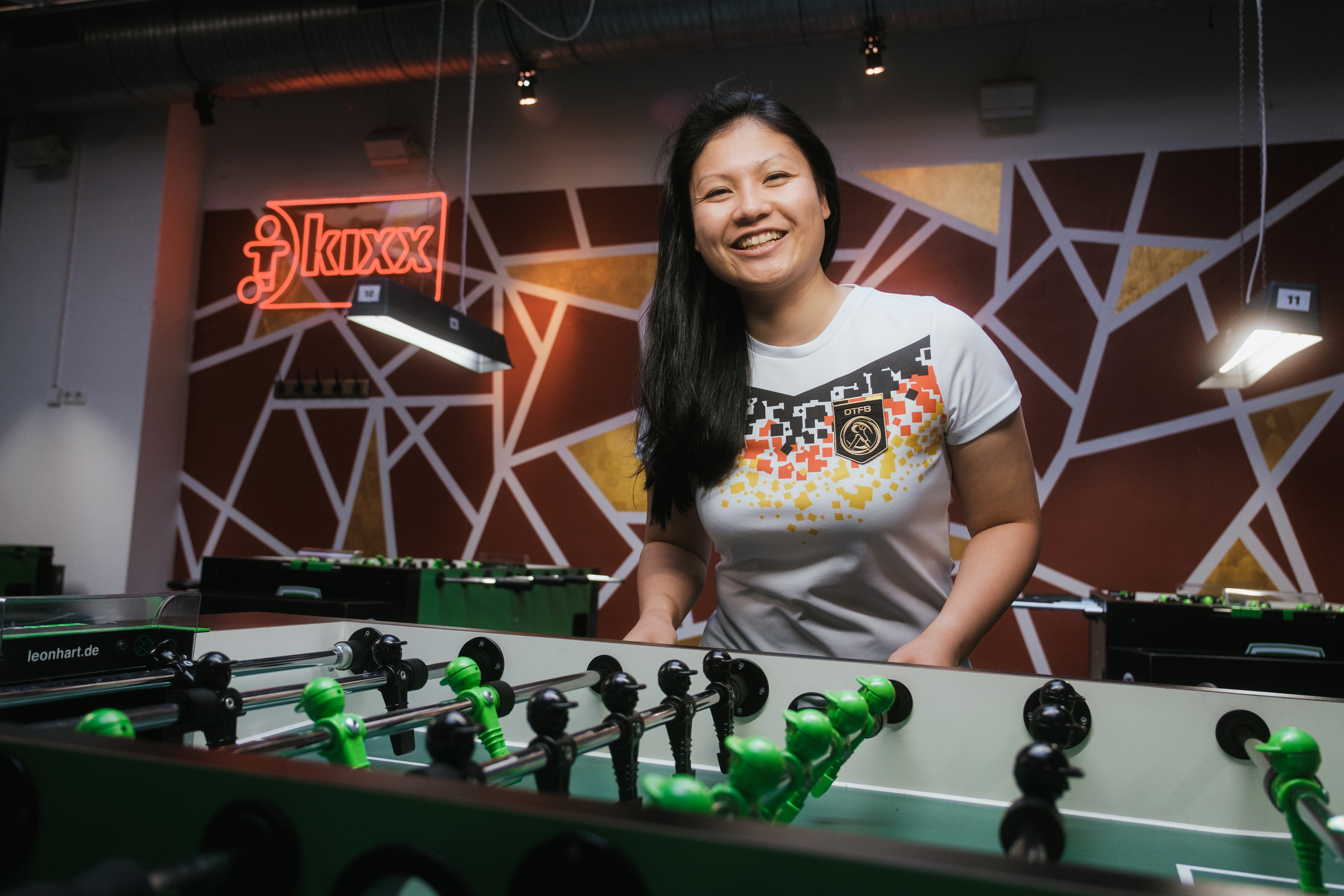
Linh Tran (2023)

Linh Tran (vollständiger Name: My Linh Tran) (* 15. Juni 1995 in Lindenfels) ist eine deutsche Tischfußballspielerin und 5-fache Tischfußball-Weltmeisterin, Europameisterin und mehrfache Deutsche Meisterin. In den Jahren 2023 und 2024 war sie die Nr. 1 der ITSF-Weltrangliste und ist derzeit (Jahr 2025) ebenfalls Weltranglistenerste. Tran ist amtierende Weltmeisterin im Einzel (2025) und amtierende Weltmeisterin im Doppel (2025).
Tran erreichte mit ihrer Doppelpartnerin Sarbulescu 2023 einen Grand Slam und schrieb damit weltweit Tischfußball-Geschichte. Der „Grand Slam“ im Tischfußball bezeichnet Siege bei allen drei „ITSF World Series“ Major-Turnieren innerhalb desselben Kalenderjahres.
Tran schrieb zudem in den USA Geschichte, indem sie als erste Frau überhaupt bei der Hall of Fame Classic IFP Tour 2023, einer Turnierserie in der Spielerstadt Las Vegas (Nevada), das sogenannte Pro Singles Event gewann.

## Persönliches
Linh Tran wurde in Lindenfels geboren und ist in Roßdorf im Kreis Darmstadt-Dieburg aufgewachsen. Ihr vollständiger Name ist My Linh Tran, wobei in der vietnamesischen Sprache der letzte Vorname der Rufname ist. Trans Eltern stammen aus Vietnam und sie hat einen älteren Bruder. In ihrer Kindheit und Jugend spielte Tran erfolgreich Schach. Nach dem Abitur zog Tran mit 18 Jahren nach Hamburg, wo sie zusammen mit ihrem Lebenspartner Tobias Müller bis heute wohnt. In Hamburg studierte sie Betriebswirtschaftslehre und erreichte ihren Bachelor-Abschluss im Oktober 2020. Linh Tran spielte in der Schach-Bundesliga der Frauen für die SF 1891 Friedberg und TuRa Harksheide.
Linh Tran ist seit 2021 Markenbotschafterin des Tischkickerherstellers Leonhart. Leonhart ist ein offiziell anerkannter Turniertisch des Deutschen Tischfußballbundes und des Internationalen Tischfußball Weltverbandes. 2021 fing Tran mit ihren unternehmerischen Tätigkeiten an und seit Ende 2022 ist sie als Tischkicker-Profi, Keynote Speakerin und mit Tischkicker-Events selbstständig. Dabei tritt sie als Event-Highlight für unterschiedliche Firmen mit „Schlag die Weltmeisterin“ auf. Seit 2024 ist sie ebenfalls Markenbotschafterin der Versicherung MARKEL.

## Tischfußball-Karriere

### Regionale und nationale Turniere (2014–2017)
Erst im Alter von 19 Jahren begann Linh Tran mit dem Tischfußballspielen. Sie trat im Juli 2014 dem Tischfußballverein FC St. Pauli bei und spielt heute für den Tischfußballverein Sidekick Harburg e.V. Ihre Anfänge bestritt sie 2014–2015 auf regionalen Turnieren in Norddeutschland und spielte regelmäßig im Kixx Hamburg kleine Turnierserien, um erste Turniererfahrungen zu sammeln.
2016 begann Tran damit, durch ganz Deutschland zu reisen, um nationale Turniererfahrungen zu sammeln. 2017 bewies sich Tran auf einigen nationalen Turnieren.

### Internationale Turniere (2018-heute)
Seit 2018 reist Tran durch ganz Europa und gewinnt regelmäßig bei den ITSF Pro, Master und World Series Touren.

### Erster Weltmeistertitel (2019)
2019 gewann Linh Tran mit ihrer damaligen Doppelpartnerin Lilly Andres ihren ersten Weltmeistertitel auf der ITSF Multitable Weltmeisterschaft 2019 in Murcia, Spanien.

### Nominierung zur Deutschen Nationalspielerin (2019)
Im selben Jahr ihres ersten Weltmeistertitels hatte sie ihr Debüt mit der deutschen Damen-Nationalmannschaft. Zusammen mit dem Team feierte sie den Vize-Weltmeistertitel auf der ITSF Multitable Weltmeisterschaft 2019 in Murcia, Spanien.

### Erste Leonhart World Series Titel und Rekordserie auf dem Leonhart Tischmodell (2019-heute)
Tran gewann im 2019 ihren ersten ITSF Leonhart World Series Titel im Doppel mit ihrer Partnerin Ecaterina Sarbulescu aus Rumänien. In den Folgejahren 2021, 2022 und 2023 konnten Tran und Sarbulescu ihren Titel verteidigen. In den Jahren 2021, 2022 und 2023 holte sich Tran das Double, indem sie auch im Einzel gewann.

### Erster Deutscher Meistertitel und weitere folgen (2020-heute)
Tran gewann 2020 ihren ersten Deutschen Meistertitel im Doppel mit ihrer Nationalmannschaftskollegin und Kapitänin Pia Merbach. Im selben Jahr wurde sie Vize-Deutsche Meisterin im Einzel.
2022 holte sie das Double und gewann im Einzel und Doppel mit ihrer Partnerin Maura Porrmann.
2023 verteidigte Tran ihren Deutschen Meistertitel im Einzel erfolgreich und wurde Vize-Deutsche Meisterin im Doppel mit Partnerin Pia Merbach.
2024 gewann Tran erneut den Deutschen Meistertitel im Doppel mit ihrer Partnerin Maura Porrmann und wurde Vize-Deutsche Meisterin im Einzel.
2025 gewann Tran wieder den Deutschen Meistertitel im Einzel.

### Zweiter und dritter Weltmeistertitel (2022)
2022 wurde Tran mehrfache Weltmeisterin, indem sie auf der ITSF Multitable Weltmeisterschaft 2022 in Nantes, Frankreich, Doppel-Gold gewann: im Einzel und mit dem deutschen Damen-Nationalteam.

### Grand Slam durch Sieg aller ITSF World Series Turniere und Rekordhalterin (2023)
Tran hält sieben Leonhart World Series Titel und galt bis dahin als beste Spielerin auf dem Leonhart und beim Multitable.
2023 erreichte Tran mit ihrer Doppelpartnerin Sarbulescu einen Grand Slam und schrieb damit weltweit Tischfußball-Geschichte. Tran und Sarbulescu gewannen im Doppel den ITSF Bonzini World Series Titel, den ITSF Garlando World Series Titel und den ITSF Leonhart World Series Titel. Der „Grand Slam“ im Tischfußball bezeichnet Siege bei allen drei „ITSF World Series“ Major-Turnieren innerhalb des gleichen Kalenderjahres.
Sie krönte ihren Erfolg mit ihrem ersten Double auf der ITSF Garlando World Series, indem sie neben dem Doppel auch das Einzel gewann. Zudem erreichte Tran drei Mal in Folge das Triple auf der ITSF Leonhart World Series und ist damit Rekordhalterin mit vier Siegen im Doppel in Folge, mit vier Siegen im Team mit der deutschen Nationalmannschaft in Folge und mit drei Siegen im Einzel in Folge. Seitdem gilt sie als die beste Tischfußballspielerin der Welt.

### Vierter und fünfter Weltmeistertitel (2025)
2025 holte Tran erneut Doppel-Gold auf der ITSF Multitable Weltmeisterschaft 2025 in Saragossa, Spanien. Tran verteidigte ihren Weltmeistertitel im Einzel und krönte sich ebenfalls zur Weltmeisterin im Doppel.

### Weitere internationale Titel seit 2024-heute
2024 gewann Tran die ITSF Tornado World Series 2024 im Doppel und erreichte im darauffolgenden Jahr 2025 nochmal das Finale im Doppel.
2025 gewann Tran die ITSF Bonzini World Series 2025 im Doppel mit ihrer rumänischen Partnerin Ecaterina Sarbulescu und erreichte das Finale auf der ITSF Bonzini World Series 2025 im Einzel.

## Spielweise und Besonderheiten
Trans bevorzugtes Tischkicker-Modell ist der Leonhart Tisch, auf dem sie die meisten Erfolge errungen hat. Ihr Spielstil basiert aufgrund des Schachspielens in ihrer Kindheit und Jugend vor allem auf Analytik, Taktik und Strategie. Sie gilt als besonders nervenstark und besitzt eine außergewöhnlich präzise Technik, wodurch sie in der Lage ist, ihre Technik und Spielweise auf jedes Tischmodell anzupassen. Dies bewies sie, indem sie auf jedem Tischmodell der ITSF World Series Tour gewann: Leonhart (2019, 2021, 2022, 2023), Bonzini (2023, 2025), Garlando (2023), Tornado (2024). Aus diesem Grund gilt sie als die beste Tischfußballspielerin der Welt.
Tran spielt auf der Mittelreihe meistens die sogenannte „Brushpass“-Serie und auf der Stürmerreihe den sogenannten „Walking-Jet“ (deutsch: Wander-Jet). Sie zeichnet sich vor allem durch ihre starken Offensivreihen aus, wodurch sie im Einzel oft dominiert und weshalb sie im Doppel ausschließlich im Sturm spielt.

## Unternehmerin
Linh Tran ist seit Ende 2022 als Tischkicker-Profi, Keynote Speakerin und Event-Highlight mit „Schlag die Weltmeisterin“ selbstständig.
Im Juli 2021 gründete Tran gemeinsam mit ihrem Lebenspartner Tobias Müller die Tischfußball-Marke „FooX“ – ein Online-Shop mit Kleidung und Produkten rund um Tischfußball.

## Titel und Erfolge im Überblick
Die folgenden Tabellen geben einen Überblick über alle Top 3 Platzierungen von Tran auf größeren Turnieren.
| Turnier                                            | Tischmodell | Kategorie    | Platzierung |
| -------------------------------------------------- | ----------- | ------------ | ----------- |
| ITSF Multitable Weltmeisterschaft                  | Multitable  | Damen Einzel | 1           |
| ITSF Multitable Weltmeisterschaft                  | Multitable  | Damen Doppel | 1           |
| DTFB Deutsche Meisterschaft                        | Leonhart    | Damen Einzel | 1           |
| ITSF Bonzini World Series                          | Bonzini     | Damen Doppel | 1           |
| ITSF Bonzini World Series                          | Bonzini     | Damen Einzel | 2           |
| ITSF Tornado World Series                          | Tornado     | Damen Doppel | 2           |
| ITSF 500 Tour North American Leonhart Championship | Leonhart    | Damen Einzel | 1           |
| ITSF 500 Tour North American Leonhart Championship | Leonhart    | Damen Doppel | 1           |
| ITSF 500 Tour Südburgenland Open                   | Garlando    | Damen Einzel | 2           |
| ITSF 500 Tour Südburgenland Open                   | Garlando    | Damen Doppel | 1           |

| Turnier                             | Tischmodell | Kategorie    | Platzierung |
| ----------------------------------- | ----------- | ------------ | ----------- |
| DTFB Deutsche Meisterschaft         | Leonhart    | Damen Doppel | 1           |
| DTFB Deutsche Meisterschaft         | Leonhart    | Damen Einzel | 2           |
| ITSF Tornado World Series           | Tornado     | Damen Doppel | 1           |
| ITSF Tornado World Series           | Tornado     | Damen Einzel | 3           |
| ITSF Leonhart World Series          | Leonhart    | Damen Doppel | 2           |
| ITSF Leonhart World Series          | Leonhart    | Damen Einzel | 3           |
| ITSF 750 Tour Tornado Open Limburg  | Tornado     | Damen Einzel | 1           |
| ITSF 750 Tour Tornado Open Limburg  | Tornado     | Damen Doppel | 1           |
| ITSF 500 Tour Graz                  | Leonhart    | Damen Einzel | 1           |
| ITSF 500 Tour Graz                  | Leonhart    | Damen Doppel | 1           |
| ITSF 500 Tour Hessen Open Frankfurt | Leonhart    | Damen Einzel | 1           |
| ITSF 500 Tour Graz                  | Leonhart    | Damen Doppel | 1           |

| Turnier                                   | Tischmodell | Kategorie        | Platzierung |
| ----------------------------------------- | ----------- | ---------------- | ----------- |
| ITSF European Champions League            | Multitable  | Team             | 3           |
| ITSF Masters Tour Hungarian Leonhart Open | Leonhart    | Damen Doppel     | 2           |
| ITSF Tornado Championship                 | Tornado     | Designated Mixed | 1           |
| ITSF Tornado Championship                 | Tornado     | Damen Einzel     | 3           |
| ITSF Tornado Championship                 | Tornado     | Damen Doppel     | 2           |
| ITSF Leonhart World Series Tour           | Leonhart    | Damen Einzel     | 1           |
| ITSF Leonhart World Series Tour           | Leonhart    | Damen Doppel     | 1           |
| ITSF Bonzini World Series Tour            | Bonzini     | Damen Doppel     | 1           |
| ITSF Garlando World Series Tour           | Garlando    | Damen Doppel     | 1           |
| ITSF Garlando World Series Tour           | Garlando    | Damen Einzel     | 1           |
| DTFB Deutsche Meisterschaft               | Leonhart    | Damen Einzel     | 1           |
| DTFB Deutsche Meisterschaft               | Leonhart    | Damen Doppel     | 2           |
| DTFL Bundesliga                           | Multitable  | Team             | 1           |
| ITSF Masters Tour Pielach                 | Leonhart    | Damen Doppel     | 1           |
| ITSF Masters Tour Pielach                 | Leonhart    | Damen Einzel     | 1           |
| ITSF Hall of Fame Classic Tour            | Tornado     | Pro Singles      | 1           |
| ITSF Hall of Fame Classic Tour            | Tornado     | Damen Doppel     | 2           |

| Turnier                         | Tischmodell | Kategorie    | Platzierung |
| ------------------------------- | ----------- | ------------ | ----------- |
| ITSF Weltmeisterschaft          | Multitable  | Damen Einzel | 1           |
| ITSF Weltmeisterschaft          | Multitable  | Nationen Cup | 1           |
| ITSF Weltmeisterschaft          | Multitable  | Damen Doppel | 3           |
| ITSF European Champions League  | Multitable  | Team         | 1           |
| ITSF Leonhart World Series Tour | Leonhart    | Damen Einzel | 1           |
| ITSF Leonhart World Series Tour | Leonhart    | Damen Doppel | 1           |
| DTFB Deutsche Meisterschaft     | Leonhart    | Damen Doppel | 1           |
| DTFB Deutsche Meisterschaft     | Leonhart    | Damen Einzel | 1           |
| DTFL Bundesliga                 | Multitable  | Team         | 2           |
| ITSF Masters Tour P4P           | Ullrich     | Damen Einzel | 1           |
| ITSF Masters Tour Bonn          | Leonhart    | Damen Einzel | 2           |
| ITSF Masters Tour Wien          | Garlando    | Damen Doppel | 3           |
| ITSF Pro Tour P4P               | Ullrich     | Damen Doppel | 1           |
| ITSF Masters Tour London        | Tornado     | Damen Doppel | 1           |
| ITSF Masters Tour Bad Neustadt  | Leonhart    | Damen Doppel | 1           |

| Turnier                         | Tischmodell | Kategorie    | Platzierung |
| ------------------------------- | ----------- | ------------ | ----------- |
| ITSF Leonhart World Series Tour | Leonhart    | Damen Einzel | 1           |
| ITSF Leonhart World Series Tour | Leonhart    | Damen Doppel | 1           |

| Turnier                     | Tischmodell | Kategorie    | Platzierung |
| --------------------------- | ----------- | ------------ | ----------- |
| DTFB Deutsche Meisterschaft | Leonhart    | Damen Doppel | 1           |
| DTFB Deutsche Meisterschaft | Leonhart    | Damen Einzel | 2           |

| Turnier                         | Tischmodell | Kategorie    | Platzierung |
| ------------------------------- | ----------- | ------------ | ----------- |
| ITSF Weltmeisterschaft          | Multitable  | Damen Doppel | 1           |
| ITSF Weltmeisterschaft          | Multitable  | Nationen Cup | 2           |
| ITSF Leonhart World Series Tour | Leonhart    | Damen Doppel | 1           |
| DTFL Bundesliga                 | Multitable  | Team         | 1           |
| ITSF Masters Tour Dortmund      | Leonhart    | Damen Doppel | 1           |
| ITSF Masters Tour Dortmund      | Leonhart    | Damen Einzel | 3           |
| ITSF Masters Tour Prag          | Leonhart    | Damen Einzel | 1           |
| ITSF Masters Tour Prag          | Leonhart    | Damen Doppel | 1           |
| ITSF Garlando World Series Tour | Garlando    | Damen Doppel | 3           |
| ITSF Masters Tour London        | Tornado     | Damen Einzel | 2           |
| ITSF Masters Tour London        | Tornado     | Damen Doppel | 3           |
| ITSF Masters Tour Andernach     | Leonhart    | Damen Einzel | 3           |

| Turnier                     | Tischmodell | Kategorie    | Platzierung |
| --------------------------- | ----------- | ------------ | ----------- |
| ITSF Masters Tour Prag      | Leonhart    | Damen Einzel | 1           |
| ITSF Masters Tour Prag      | Leonhart    | Damen Doppel | 1           |
| ITSF Masters Tour Dortmund  | Leonhart    | Damen Doppel | 2           |
| ITSF Masters Tour Dortmund  | Leonhart    | Damen Einzel | 3           |
| DTFB Deutsche Meisterschaft | Leonhart    | Damen Doppel | 3           |

| Turnier                | Tischmodell | Kategorie    | Platzierung |
| ---------------------- | ----------- | ------------ | ----------- |
| ITSF Pro Tour Dortmund | Leonhart    | Damen Einzel | 2           |
| ITSF Pro Tour Dortmund | Leonhart    | Damen Doppel | 3           |